# Relations entre le Guyana et le Venezuela
Les relations entre le Guyana et le Venezuela sont les relations internationales s'exerçant entre les deux États voisins sud-américains que sont le Guyana et le Venezuela. Les deux pays partagent une frontière longue de 743 kilomètre.
Cette dernière délimitation fait l'objet d'un différend depuis plus de deux siècles, d'abord entre l'Espagne et le Royaume-Uni, puis entre le Venezuela et le Royaume-Uni, et enfin entre le Venezuela et le Guyana indépendant. Le Venezuela réclame la souveraineté sur le Guayana Esequiba, la partie occidentale du Guyana jusqu'au fleuve Essequibo.

## Histoire des relations

### Origines
D'un coté, la Guyane britannique était une ancienne colonie britannique conquise en 1796 sur les territoires des Provinces-Unies (colonies d'Essequibo, de Démérara, de Pomeroon et de Berbice) ; ces dernières sont officiellement cédées au Royaume-Uni en 1814 qui les consolide en une unique colonie en 1831.
Les origines du Venezuela remontent elles au XVIe siècle avec la colonisation allemande des Amériques de 1528 à 1546 et leur établissement dans ce qui s'appelle litt. la « Petite Venise » (Klein-Venedig). Le territoire fut ensuite intégrée par la couronne d'Espagne à la vice-royauté de la Nouvelle-Espagne puis de la Nouvelle-Grenade avant de former la Capitainerie générale du Venezuela avec la province de Caracas et cinq autres provinces en 1777.
Le Venezuela proclame son indépendance vis-à-vis de l'Espagne en 1811. Pendant tout le XIXe siècle, les Britanniques et Vénézuéliens n'ont pas réussi à trouver un accord sur l'appartenance du territoire de la Guayana Esequiba, jusqu'à ce que l'affaire ne devienne une crise diplomatique en 1895, après sept années de rupture diplomatique entre les deux pays. En 1899, la colonie britannique récupère finalement le territoire après un arbitrage contesté. La mine d'El Callao, dont l'exploitation débuta en 1871, fut pendant un temps un enjeu car elle était l'une des plus riches au monde, et les exportations en or totalisaient près d'un million d'onces entre 1860 et 1883.
Cependant, en 1963, alors que la colonie britannique guyanienne s'acheminait vers l'indépendance, le Venezuela réclama le retour de cette région sous une souveraineté vénézuélienne  estimant que les Américains ne représentaient pas leur pays lors de la négociation.
À la veille de l'indépendance du Guyana, en 1966, le Royaume-Uni et le Venezuela signèrent, le 7 février, l'accord de Genève par lequel ils se mirent d'accord pour la création d'une commission mixte chargée de trouver en quatre ans une solution au litige. Mais celle-ci n'arriva à aucun résultat concluant. 

### Époque contemporaine
Il fut donc décidé de signer, en 1970, à Trinité-et-Tobago, le protocole de Port d'Espagne afin de geler les revendications et de prolonger les discussions sur douze ans. En 1982, à la fin de cette période, le Venezuela décida de ne pas renouveler le protocole et porta l'affaire devant les Nations unies.
En novembre 2007, un incident frontalier se produisit avec l'incursion d'une quarantaine de soldats vénézuéliens dans le territoire contesté. Le conflit entre le Venezuela et le Guyana pour le contrôle de l'Esequibo a été réactivé entre le 4 et le 16 janvier 2019, lorsque le Groupe de Lima a inséré un article condamnant une intervention militaire vénézuélienne en territoire guyanien alors que l'intervention a en fait eu lieu dans la zone de contestation.
Le Venezuela organise le 3 décembre 2023 un référendum visant à annexer le territoire l'Essequibo (riche en pétrole découvert en 2015 et exploité depuis 2021, ainsi qu'en minerais), revendiquant « les droits inaliénables du Venezuela et de son peuple sur le territoire d'Essequibo ». Le Guyana dépose alors une motion auprès de la Cour internationale de justice à La Haye pour empêcher ce référendum.